# Черкассы (Тверь)
Черка́ссы — микрорайон Твери, деревня, вошедшая в 1977 году в черту города Тверь. Ранее называлась деревней Черкасово. Расположены Черкассы в западной части города на территории Заволжского района.

## География
Находится на левом берегу Волги.  Далее по берегу деревня Дмитровское, в 1 км к северо-западу — посёлок Дмитрово-Черкассы, относящиеся к Заволжскому сельскому поселению Калининского района. На востоке от посёлка расположен комплекс Волга Лайф. На восточной окраине административная граница определяется рекой Межуркой. На северо-востоке посёлка расположен Черкасский карьер.

## История
Деревня Черкассы включена в черту города Калинина в 1977 году.

## Инфраструктура
Дома бывшей деревни числятся по улицам: Черкасская, Кривичская, Стрежневая, Просторная, Дорожников

## Транспорт
Соединяется с Пролетарским районом через реку Волгу Мигаловским мостом. Пересекается автомагистралью «Москва — Санкт-Петербург» (Тверской объездной дорогой)